# Miguel Ángel López Morell
Miguel Ángel López Morell, a veces Miguel A. López-Morell (Huelva, 8 de febrero de 1971) es profesor e investigador. Catedrático de Historia e Instituciones Económicas de la Universidad de Murcia desde 2024, ha sido diputado en la Asamblea de Murcia entre 2015 y 2019.

## Biografía
Licenciado en Geografía e Historia por la Universidad de Sevilla en 1994, es doctor por la misma universidad con la tesis Capital extranjero y crecimiento económico. Inversiones y actividades financieras de la Casa Rothschild en España 1835-1941, dirigida por el profesor Antonio Miguel Bernal Rodríguez (2002).
Comenzó su carrera docente como profesor asociado en la Universidad de Sevilla en 1997, para pasar como profesor ayudante a la Universidad de Murcia en 2000. Profesor titular de Escuela Universitaria en 2004, pasó a Titular de Universidad en 2008 y accedió a la cátedra en 2024, siempre en la Universidad murciana.
Entre 2015 y 2019 fue diputado regional y portavoz adjunto del Grupo Parlamentario Ciudadanos-Partido de la Ciudadanía por la circunscripción número 3 en la Asamblea de Murcia. Durante ese periodo fue secretario de la Comisión de Industria, Trabajo, Comercio y Turismo y presidente de la Comisión Especial sobre Financiación Autonómica de la Asamblea murciana. También ejerció de Coordinador nacional de Universidades de Ciudadanos.

## Publicaciones
Destacado es su artículo de 2023 sobre las relaciones patrimoniales y comerciales entre la reina María Cristina y el empresario Fernando Muñoz.

## Obras
- La casa Rothschild en España, 1812-1940. Madrid, Marcial Pons, 2005. ISBN 84-95379-84-8.[6]
- Minería y desarrollo económico en España. Miguel Ángel Pérez de Perceval Verde, Miguel Ángel López-Morell, Alejandro Sánchez Rodríguez. Madrid, Síntesis, 2006. ISBN 978-84-975645-2-6.
- Rothschild: una historia de poder e influencia en España. Madrid, Marcial Pons, 2015. ISBN 978-84-15963-59-2.
- Un siglo de economía y economistas en la Región de Murcia. Colegio de Economistas de la Región de Murcia, 2022. ISBN 978-84-120541-2-5.

#### Artículos
- La estrategia de la corrupción: el patrimonio y los negocios de la reina María Cristina y Fernando Muñoz. Revista Ayer, número 129, 2023, págs. 137-162. ISSN-e 2255-5838, ISSN 1134-2277.